# 멀리사 스틸
멀리사 스틸(Melissa Steel, 1993년 7월 6일 ~ )은 잉글랜드의 래퍼, 가수이다.